# Leon Ullrich
Leon Ullrich (* 18. Juli 1983 in Hamburg) ist ein deutscher Film- und Theaterschauspieler.

## Leben
Ullrich wuchs in Hamburg auf. Nach dem Abitur studierte er zunächst Medienkultur und Germanistik an der Universität Hamburg, später von 2006 bis 2010 Schauspiel an der Universität der Künste Berlin.
Er war von 2008 bis 2010 Ensemblemitglied am Maxim-Gorki-Theater und von 2010 bis 2012 am Schauspielhaus Graz.
In der Spielzeit 2013/2014 spielte er als Gast im Theater Bremen.
Mit Johann Kuithan spielt Ullrich 2017 und 2018 am Ballhaus Ost.

## Filmografie
- 2012: Lösegeld (Fernsehfilm), Regie: Stephan Wagner
- 2014: Stromberg – Der Film (Spielfilm), Regie: Arne Feldhusen
- 2015: Er ist wieder da (Spielfilm), Regie: David Wnendt
- 2015: Eichwald, MdB[5] (Reihe), Regie: Fabian Möhrke
- 2016: Tatort: Auf einen Schlag (Fernsehfilm), Regie: Richard Huber
- 2016: Lou Andreas-Salomé
- 2016: Mein Sohn, der Klugscheißer
- 2016: Die vermisste Frau
- 2017: Tatort: Level X
- 2017: Zarah – Wilde Jahre
- 2017: Magical Mystery oder: Die Rückkehr des Karl Schmidt
- 2017: Die Familie
- 2017: Tatort: Auge um Auge
- 2018: Tatort: Déjà-vu
- 2018: So was von da
- 2018: 4 Blocks (Fernsehserie)
- 2018:  Kroymann (Satiresendung, 1 Folge)
- 2018: Endlich Witwer
- 2018: Petting statt Pershing
- 2019: SOKO Köln – Schuld
- 2019: Tatort: Nemesis
- 2020: Nightlife
- 2021: Tatort: Rettung so nah
- 2022: ZERV – Zeit der Abrechnung
- 2022: Doppelhaushälfte
- 2023: Sonne und Beton

## Auszeichnungen
- 2020 Deutscher Schauspielpreis in der Kategorie Schauspieler in einer komödiantischen Rolle in Eichwald, MdB